# Совхозный (Оренбургская область)
Совхозный — посёлок в Адамовском районе Оренбургской области России. Административный центр сельского поселения Совхозный сельсовет.

## География
Расположен на реке Акташке, в 18 километрах от районного центра п. Адамовка и 25 км от ближайшей железнодорожной станции Шильда.
На севере территория граничит с Шильдинским поссоветом и Кваркенским районом, на востоке с Брацлавским сельсоветом, на юге с Адамовским поссоветом, на западе с Елизаветинским сельсоветом.

## История
Постановлением Наркомзема СССР в 1929 году создается совхоз-гигант «Каинды-Кумакский». Совхоз — гигант для лучшего управления, а также для организации работ на огромной площади (163878 гектаров) поделили на несколько отделений. В 1931 году образовалось шесть отделений, вот как раз одно из них располагалось на территории аула по реке Акташка. В 1932 году был организован самостоятельный совхоз « Шильдинский» общей площадью 25,5 тысяч гектаров. Потом строительство нового хозяйства было приостановлено, но в 1942 году «Шильдинский» окончательно отпочковался. Старожилы вспоминают, что в 1932 году силами жителей близлежащих сёл и первыми рабочими совхоза, на нынешней центральной усадьбе были построены первые шесть двухквартирных домов, два барака-общежития, клуб, столовая, контора и деревянный зерносклад.
В 1962 г. указом Президиума Верховного Совета РСФСР посёлок центральной усадьбы совхоза «Шильдинский» переименован в Совхозный.

## Население
| 2010 |
| ---- |
| 891  |

## Инфраструктура
Совхозный газифицирован с 1989 года, в каждом доме проведен водопровод и 70 % домов имеют коммунальные удобства.
образование
МБОУ «Совхозная средняя общеобразовательная школа» в п. Совхозный, имеет филиал МБОУ «Совхозная средняя общеобразовательная школа» п. Мещеряковский, в которых сейчас обучаются 112 учащихся.
детский сад, рассчитанный принять 40 детей. В настоящее время в саду 44 детей и 12 человек обслуживающий штат. Дети и воспитатели принимают участие в проекте конкурса исследовательских работ. Детский сад финансируется с Адамовского РОО и находится у них на балансе.
медицина
Совхозный ФАП, со штатом 2 человека
культура
Муниципальное бюджетное учреждение «Сельский культурно досуговый центр» два учреждения культуры: Совхозный СДК с библиотекой